# Fagonia harpago
Fagonia harpago är en pockenholtsväxtart. Fagonia harpago ingår i släktet Fagonia och familjen pockenholtsväxter.

## Underarter
Arten delas in i följande underarter:
- F. h. harpago
- F. h. ifniensis